# Сальмоур
Сальму́р, Сальмоур (итал. Salmour) — коммуна в Италии, располагается в регионе Пьемонт, в провинции Кунео.
Население составляет 740 человек (2008 г.), плотность населения составляет 62 чел./км². Занимает площадь 12 км². Почтовый индекс — 12040. Телефонный код — 0172.
Покровителем коммуны почитается святой Евсевий из Верчелли, празднование 2 августа.

## Демография
Динамика населения:

## Администрация коммуны
- Официальный сайт: